# La Ben Plantada de Manresa
La Ben Plantada de Manresa (1936), obra noucentista de l'escultor Josep Clarà i Ayats, és una escultura d'art públic del municipi de Manresa (Bages) inclosa en l'Inventari del Patrimoni Arquitectònic de Catalunya. La font circular i l'espai que presideix és el Monument als iniciadors de la Séquia, que va projectar Miquel Rigola Vilajuan, amb l'empresa Eyssa, el 1977.

## Descripció
És una escultura que representa una figura femenina nua amb un drap que li cobreix les cames feta de bronze. L'escultura és d'un gran equilibri, mesura, de forma nítida i volum sòlid i compacte. La part davantera ha estat treballada de forma més acurada que la posterior. El rostre és fred i impersonal -no representa cap dona en concret sinó una dona símbol-. És una composició clàssica molt bona en conjunt.

## Història
L'escultura costà 250.000 pessetes de l'època (el 1958, l'any de la mort de Clarà). Havia estat comprada per les juntes de la Séquia i d'Aigües Potables de Manresa amb la intenció d'homenatjar els iniciadors de la Séquia o Séquia de Manresa, és a dir, els consellers manresans que l'any 1339 van endegar-ne el projecte de construcció.

En un principi, l'escultura escandalitzà i va anar a parar als soterranis de la Cambra de Comerç de la ciutat. Als anys 70 estava col·locada en el vestíbul de la planta noble de la Casa Consistorial. L'Any 1977 fou traslladada al seu emplaçament actual i definitiu.

L'estàtua es troba al bell mig del Monument als iniciadors de la Séquia, del 1977, projectat per Miquel Rigola Vilajuan, amb l'empresa Eyssa. Aquest monument és una font circular amb quatre nivells descendents en espiral en un clotet enjardinat del tram final del passeig.